# Bang Bros
Bang Bros是一家位於佛羅里達邁阿密的色情網站，在2000年由Kristopher Hinson創辦。現在Bang Bros旗下共有36個網站。在2005年6月，Bang Bros被聯邦貿易委員會起訴違反了色情產品商標規定和CAN-SPAM法案。該公司多次獲得XBIZ Award獎。
Bang Bros憑藉其旗艦網站Bangbus.com和Assparade.com而聲名鵲起。除了多個付費網站外，他們還擁有並運營了流行的攝像網站Camster.com和Naked.com，這些網站於2019年被出售。

## 外部連結
- 官方网站
- 網際網路成人電影資料庫上的Bang Bros （页面存档备份，存于）